# Steven Scarborough

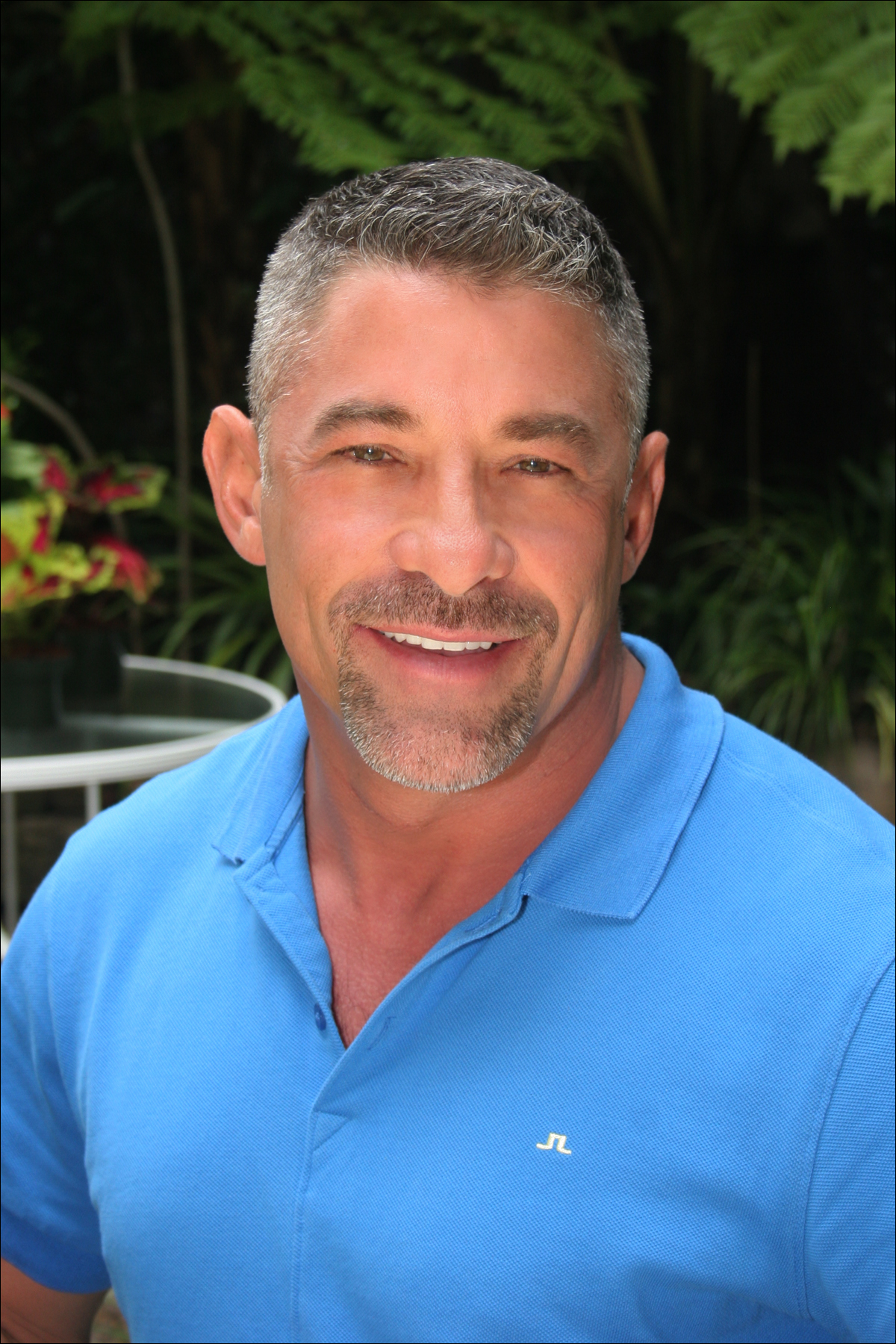
Scarborough im Januar 2007

Steven Scarborough ist ein US-amerikanischer Produzent und Regisseur von schwulen Pornofilmen.

## Leben
Scarborough begann nach seiner Schulzeit, in der Pornoindustrie zu arbeiten. Von 1987 bis 1993 war Scarborough als Filmregisseur bei dem US-amerikanischen Unternehmen Falcon Studios tätig. 1993 gründete Scarborough das Unternehmen Hot House Entertainment. 2002 wurde Scarborough in die Hall of Fame der GayVN Awards aufgenommen.

## Filmografie (Auswahl)
- 1993: Abduction 2: Conflict
- 1994: True Stories
- 1994: Backstage Pass
- 1994: One Man's Poison
- 1994: The Road to Hopeful
- 1994: Pocket Rockets
- 1995: Rear-Ended

2000
- To the Max

2001
- Up Your Alley Part I & II

2003
- Mo' Bubble Butt
- Resurrection
- Skuff II: Downright Filthy

2004
- Perfect Fit
- Screw 2: Cut to the Chase
- Manhunt: The Movie
- Screw: Right to the Point
- The Road to Temptation

2005
- Bootstrap
- Ram Tough
- Skuff III: Downright Wrong
- The Hard Way
- The Missing
- Trunks
- 2006: Justice
- 2007: Communion